# 静电除尘

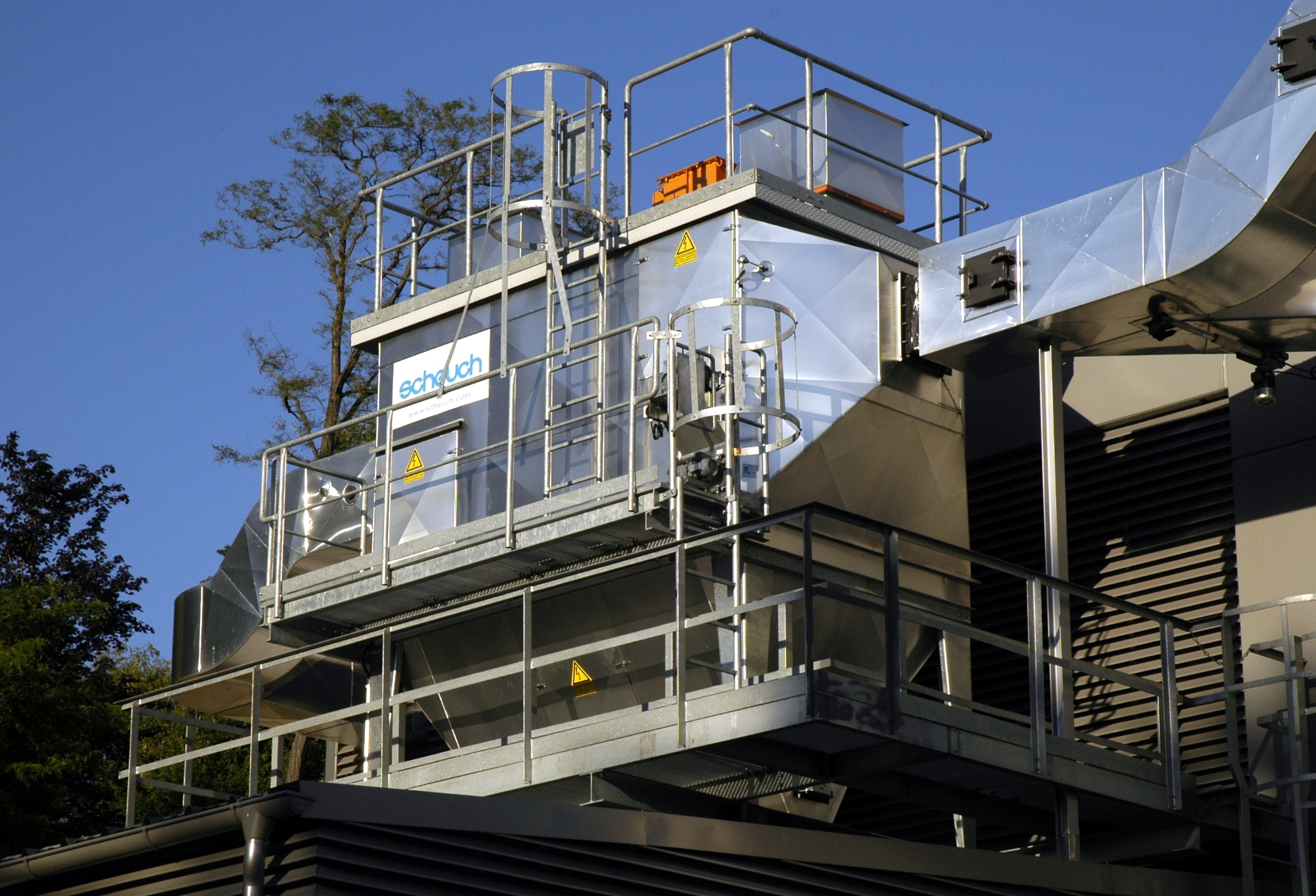
2MW热功率的生物质供热系统的静电除尘器

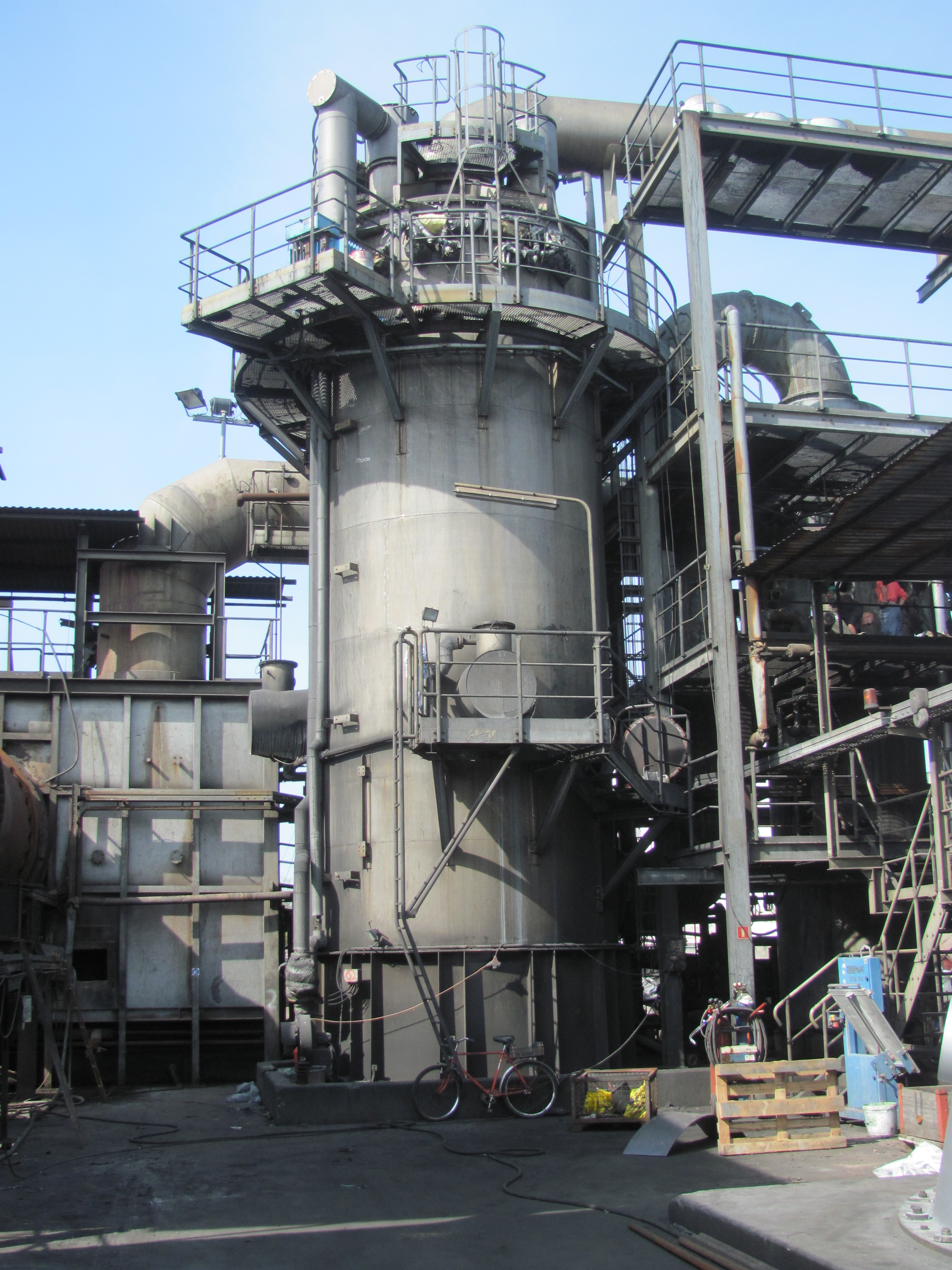
在垃圾焚烧工厂的圆柱形静电除尘器

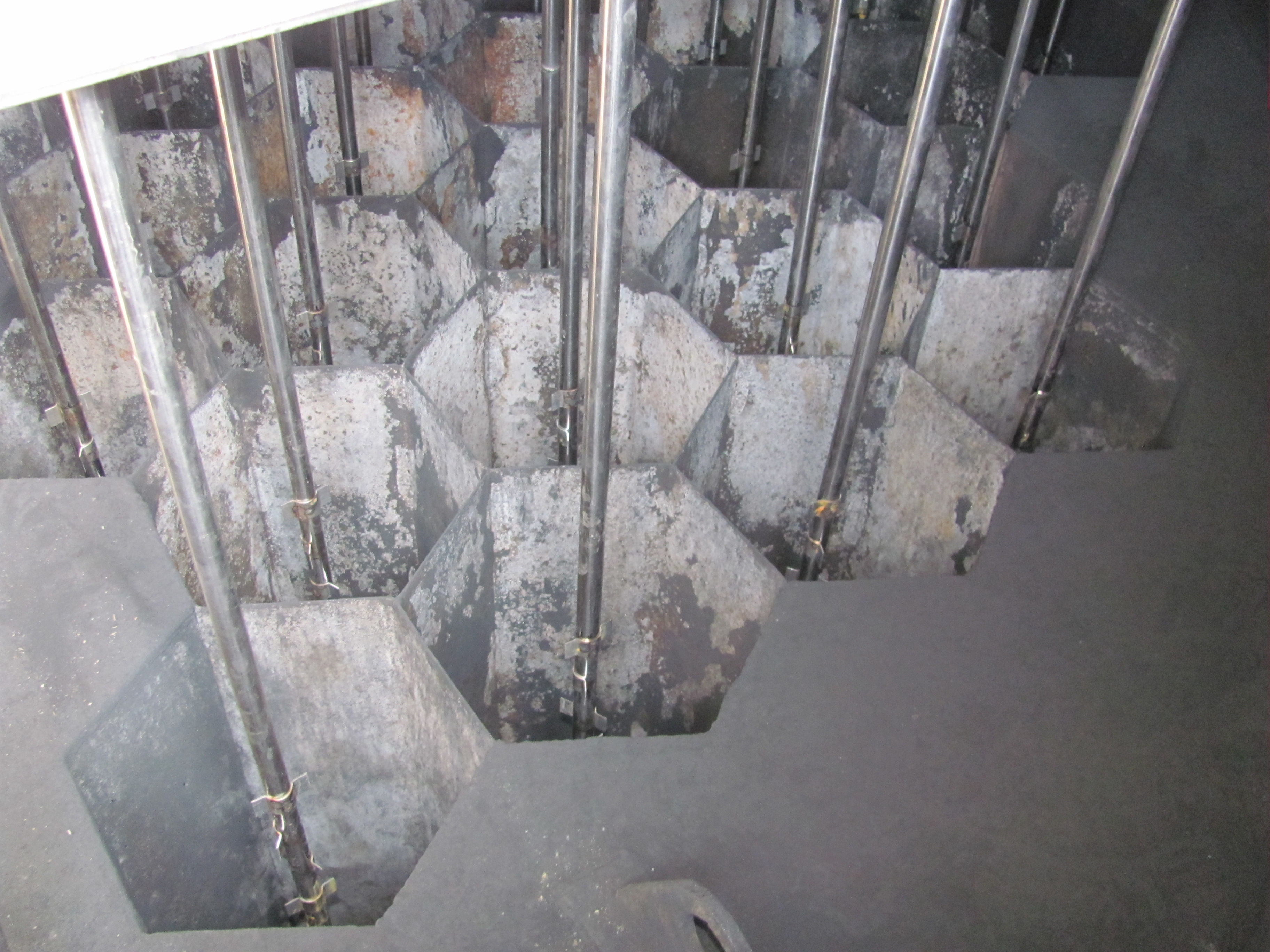
静电除尘器内部的电极

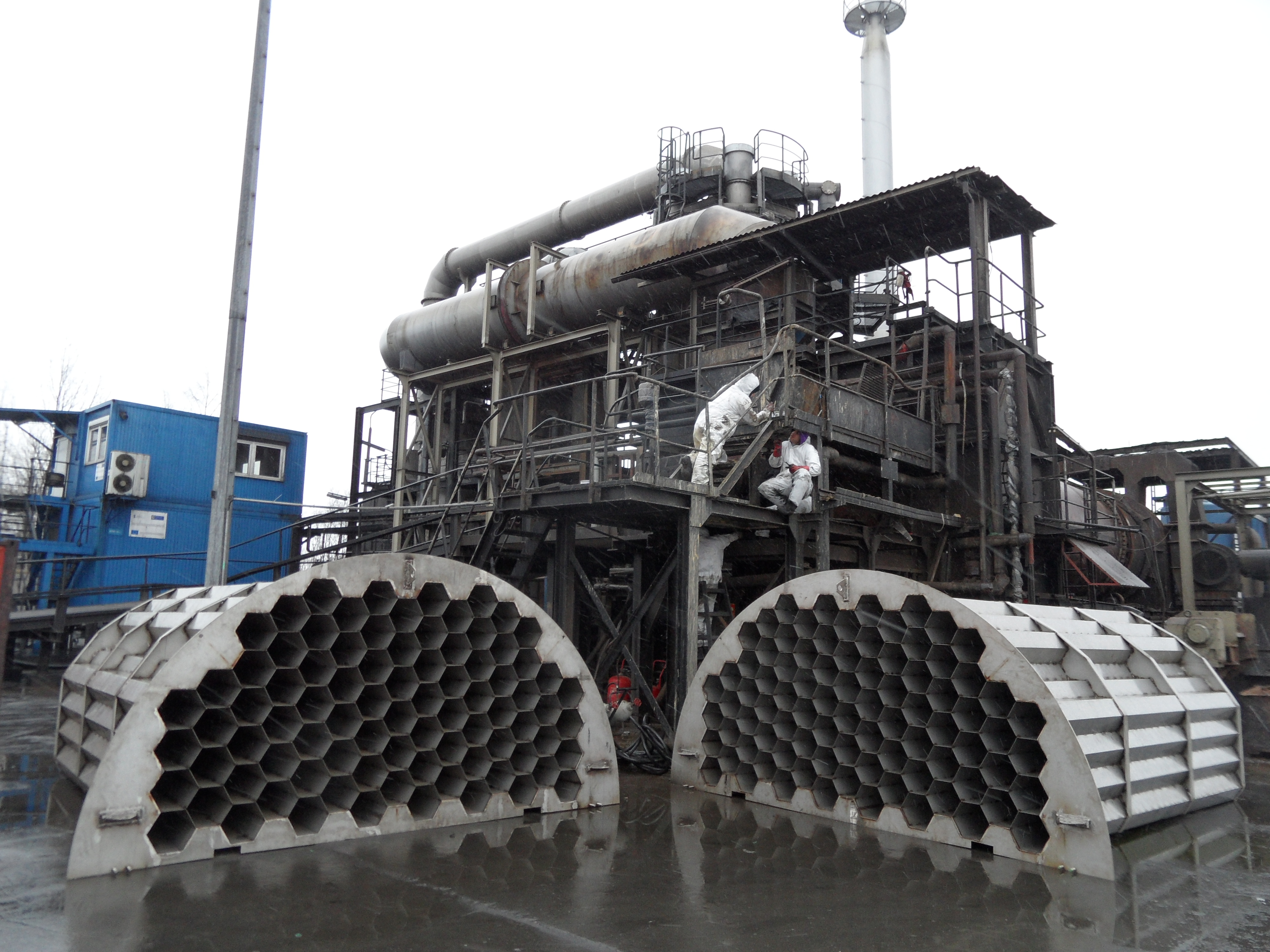
在垃圾焚烧工厂静电除尘器的捕获电极

靜電除塵（Electrostatic precipitator，ESP），简称“電除塵”，即利用静电吸引轻小物体的性质，利用静电吸附工业粉尘。在大型工厂常采用这种废气处理方式。
與濕式洗滌器相反: 濕式洗滌器將能量直接施加到流動的流體介質，ESP僅將能量用在收集顆粒物質上，因此能量消耗非常有效率。

## 平板除尘器

静电除尘器的概念图

最基本的除尘器包含一排的细的垂直电线，和随后的一叠垂直方向的大的扁平金属板，与根据不同的应用在金属板之间通常间隔约1 cm至18 cm。空气或气体流通过电线之间的空间水平流动，然后通过金属板板的叠片。
几千伏的负电压施加在电线和平板之间。如果所施加的电压足够高，电晕放电电离在电极周围气体。负离子流向平板并且给气流颗粒充电。